# Abhiszamajálankára
Az Abhiszamajálankára („Az élénk megvalósítás dísze”, rövidítése: AA) az öt szanszkrit nyelvű mahájána szútra közül az egyik, amelyet a hagyományok szerint Maitréja bódhiszattva közölt Aszangával a 4. században, Északnyugat-Indiában. Egyes tudósok (Erich Frauwallner, Giuseppe Tucci, Hakiju Ui) a szöveg szerzőjét úgy nevezték el, hogy Maitréja-nátha („Maitréja úr”), hogy elkerüljék a természetfeletti sugallat misztériumát, viszont ne is tulajdonítsák Aszanga személyének.
Hszüan-cang egyszer sem említette az Abhiszamajálankárát, jóllehet éveket töltött el a Nálanda egyetemen Indiában a 7. század elején, és a Maitréja-Aszanga hagyomány mesterévé vált. Erre az az egyik lehetséges magyarázat, hogy a szöveg csak később készült és csak a legitimitás miatt tulajdonították Maitréja-Aszangának. Akkor azonban felmerül a kérdés, hogy hogyan létezhetnek a korábbi AA szövegmagyarázatok, amelyeket Arja Vimuktiszena (általában 6. századra datálják, valószínűleg megbízhatatlan forrásnak számít Táranátha (egy dzsonang láma volt) és Haribhadra (8. század vége), buddhista filozófus.
Az Abhiszamajálankára nyolc fejezete 273 versszakból áll. Velős tartalma nyolc kategóriában és hetven témában foglalja össze a Pradzsnyápáramitá szútrákat, amelyeket a madhjamaka filozófiai iskola a legvégső igazság megnyilvánulásának tekint. Gareth Sparham és John Makransky úgy vélik, hogy a 25 000 soros verzió szövegmagyarázata, bár ez egyértelműen nem derül ki a szövegből. Haribhadra, szövegmagyarázata a 8000 soros Pradzsnyápáramitá szútrára épül. Eszerint az Abhiszamajálankára az összes Pradzsnyápáramitá szútrának a szövegmagyarázata egyszerre, és ezt a nézetet általánosan elfogadták a különböző hagyományokban is.
Néhány tudós az Abhiszamajálankárát a Pradzsnyápáramitá tartalomjegyzékéhez hasonlítja. Edward Conze úgy véli, hogy a számozott témák és a Pradzsnyápáramitá tartalma közötti megfelelőség nem mindig egyértelmű és olykor erőltetett. Az Abhiszamajálankáráról úgy tartják széles körben, hogy elmagyarázza a Pradzsnyápáramitá rejtett jelentését, mintegy utalva arra, hogy a szövegben szó szerint nem szerepelnek. Felfedezhetőek azonban bizonyos filozófiai különbségek a két mű között. Conze és Makransky szerint az Abhiszamajálankára csupán a Pradzsnyápáramitá újraértelmezésére tett kísérlet.
Az Abhiszamajálankárát a tibeti buddhizmus összes hagyományvonalában tanítják, és a legfőbb gelug kolostorokban a gese tanulmányok öt fő tanulmánya közé tartozik. Alexander Berzin úgy véli, hogy a korábban említett Haribhadra szövegmagyarázata miatt lehet jelentős ez a szöveg a tibeti hagyományokban és más hagyományokban nem. Haribhadra Sántaraksita tanítványa volt, aki korai indiai hittérítőként érkezett a himalájai birodalom területére.Dzse Congkapa írásaiban az Abhiszamajálankára az Atísa által alapított lamrim hagyomány alapszövegeként szerepel.